# John Insalaco
John Insalaco (* in Rochester (New York)) ist ein US-amerikanischer Lokalpolitiker und Bürgermeister von Apache Junction in Arizona.
Geboren im Bundesstaat New York an der Ostküste zog Insalaco 1970 in den Südwesten der Vereinigten Staaten. Zuerst lebte er in Globe (Arizona), seit 1987 wohnt er in Apache Junction. Mit seinem Bruder betrieb John bis 2011 einen Musikladen und Polsterei.
In Globe engagierte sich John Insalaco neun Jahre im Schulausschuss, 1972 war er Bürger des Jahres. In Apache Junction wurde er erstmals 1997 in den Stadtrat gewählt, wo er mit zwei Jahren Unterbrechung bis 2007 blieb. 2007 wurde Insalaco erstmals zum Bürgermeister von Apache Junction gewählt und zuletzt im März 2013 – ohne Gegenkandidat – im Amt bestätigt.